# Sitzblockade

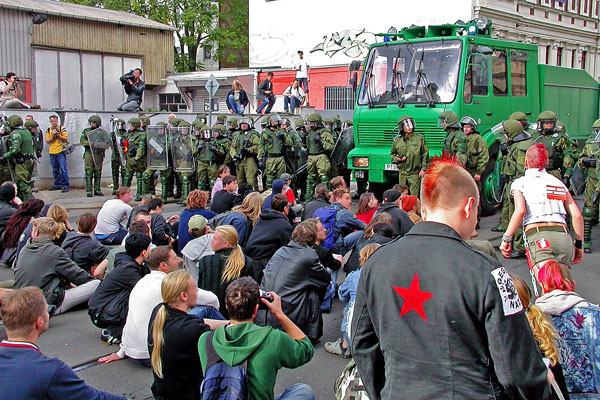
Sitzblockade in Leipzig, um Neonazis am Marschieren zu hindern (Oktober 2004)

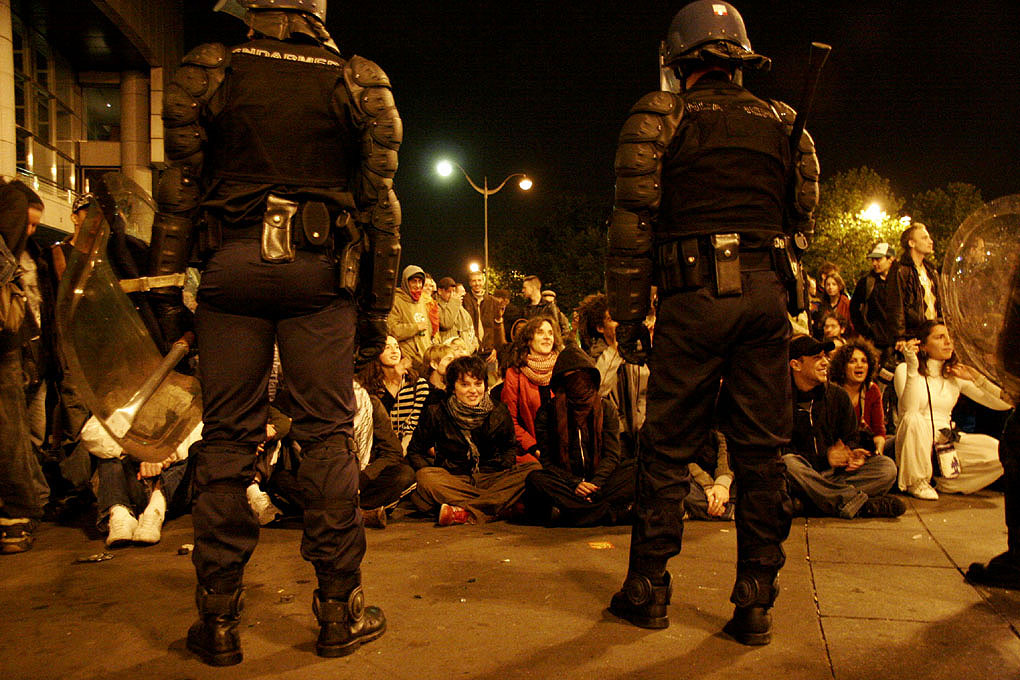
Sitzblockade während einer Demonstration in Frankreich

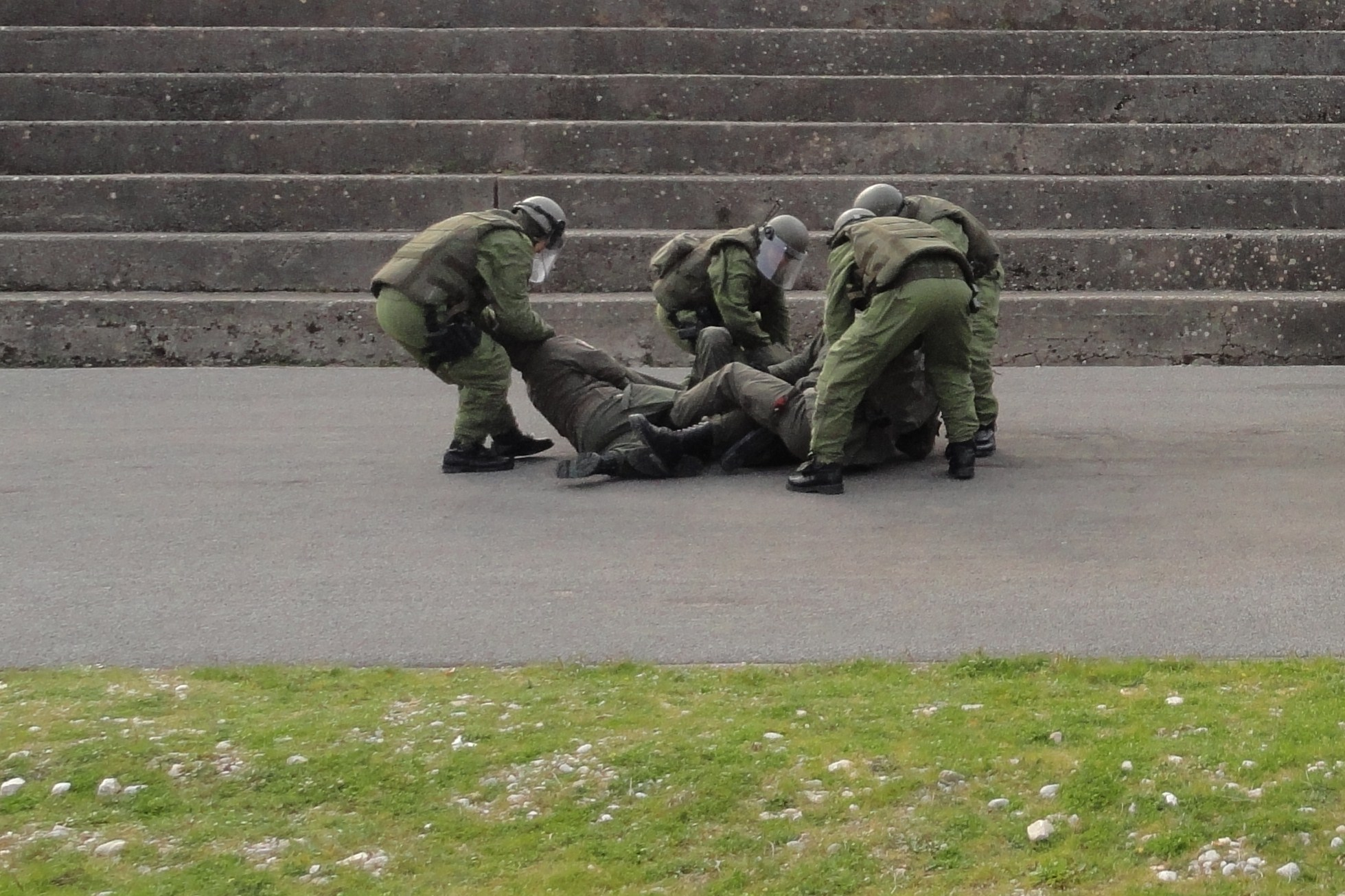
Österreichische Soldaten beim Üben von Griffen für das Auflösen von Sitzblockaden

Eine Sitzblockade ist eine oft gewählte und variantenreiche Form des politischen Protestes und der gewaltfreien Aktion. 

## Vorgehen
Die Beteiligten setzen sich auf den Boden und verhindern so den regulären Betrieb beispielsweise auf einer Straße oder vor einer Zufahrt. Häufig geschieht dies an Orten, die symbolhaft für die bekämpften politischen Ziele stehen, zum Beispiel vor Atomkraftwerken. Entweder beenden die Beteiligten den Sitzprotest selbst nach einer gewissen Zeit oder er wird durch die Polizei unter Anwendung von unmittelbarem Zwang, zum Beispiel Wegtragen oder Einsatz von Hilfsmitteln wie Schlagstock oder Wasserwerfer, beendet. Sitzblockaden gelten als Form des zivilen Ungehorsams oder des zivilen Widerstandes.

## Juristische Bewertung
Die juristische Wertung von Sitzblockaden ist in Deutschland nicht eindeutig. Das Bundesverfassungsgericht hat entschieden, dass Sitzblockaden unter bestimmten Umständen Versammlungen nach Art. 8 Grundgesetz sein können. Nur wenn rechtlich bereits keine Versammlung vorliegt oder wenn bei einer Abwägung mit den Grundrechten Blockierter, wie etwa der allgemeinen Handlungsfreiheit, die Versammlungsfreiheit zurücktreten muss, kann ggf. eine verwerfliche und damit strafrechtlich relevante Nötigung vorliegen.
Strafrechtlich wurde eine Sitzblockade früher als Nötigung gemäß § 240 StGB betrachtet, da nach Ansicht der Rechtsprechung auch psychische Gewalt, sofern sie vom Betroffenen als körperlich empfunden wurde, unter den Begriff der Gewalt fiel. Dies wurde u. a. damit begründet, dass der Fahrer eines blockierten Fahrzeugs zwar grundsätzlich trotz der Blockade weiterfahren könne, er jedoch in der Regel nicht die Verantwortung dafür übernehmen wolle, die vor ihm sitzenden Blockierer zu verletzen oder gar zu töten. Nach damaliger Sichtweise stellten die Blockierer somit zwar kein physisches, wohl aber ein psychisches Hindernis für den Fahrzeugführer dar. Daraus folgte, dass sich Sitzblockierer allein durch ihre bloße Anwesenheit der Nötigung strafbar machten.
Diese Auslegung des Tatbestandsmerkmals Gewalt wurde durch das Bundesverfassungsgericht im Jahr 1995 untersagt. Die Ausweitung des Gewaltbegriffs auf psychische Gewalt verstoße nach Ansicht des Gerichts gegen das strafrechtliche Analogieverbot gemäß Art. 103 Abs. 2 GG. Durch die Ausweitung des Gewaltbegriffes auf psychische "Gewalt" hätten die Strafgerichte die Wortlautgrenze des Nötigungstatbestandes überschritten und somit eine verfassungsrechtlich verbotene Analogie angestellt.
Infolge des Urteils rückten der Bundesgerichtshof (BGH) und die unteren Strafinstanzen von dem früheren weiten Gewaltbegriff ab, sodass rein psychische Auswirkungen einer Sitzblockade nicht mehr als tatbestandsmäßige Gewalt angesehen wurden. Nach Ansicht des BGH übten Sitzblockierende aber gegenüber den Personen in den Fahrzeugen in zweiter und nachfolgender Reihe tatbestandliche Gewalt aus, indem sie die Fahrzeuge in erster Reihe als physische Blockade gegen die nachfolgenden Fahrzeuge einsetzen. Diese sogenannte „Zweite-Reihe-Rechtsprechung“ des BGH verstößt nach Ansicht des BVerfG nicht gegen das strafrechtliche Analogieverbot.
Eine Sitzblockade, verbunden mit Anketten, Einhaken oder aktivem Widerstand gegen das Wegtragen, wird auch vom Bundesverfassungsgericht im Regelfalle als Nötigung nach § 240 StGB angesehen, vor allem wenn das darin enthaltene Tatbestandsmerkmal der Gewalt auf Blockadeaktionen angewandt werden kann, „bei denen die Teilnehmer über die durch ihre körperliche Anwesenheit verursachte psychische Einwirkung hinaus eine physische Barriere errichten“, wenn die Blockade also tatsächlich unüberwindbar ist.
Hoch umstritten ist die Frage, inwiefern sich Teilnehmer einer Sitzblockade mit dem Ziel, eine andere, nicht verbotene Versammlung zu verhindern, gemäß § 21 VersG strafbar machen. Die Staatsanwaltschaft Dresden leitete nach einer Blockade einer Straßenkreuzung am 19. November 2011, die Teil der geplanten Aufmarschstrecke einer auf Grund von Massenprotesten gescheiterten Demonstration von Neonationalsozialisten war, 351 Ermittlungsverfahren wegen des Verdachts der „Versammlungssprengung“ (§ 21 VersG) ein. Durch das Amtsgericht Dresden ergingen teils Verurteilungen, teils Freisprüche. Einer der Angeklagten sah dadurch die Versammlungsfreiheit der Blockierenden verletzt.

## Geschichte
1959 führten 500 Mitglieder der Internationalen der Kriegsdienstgegner/innen (IDK) vor dem Hauptportal der englischen Kaserne in Dortmund-Brackel erstmals in Deutschland einen zweistündigen Sitzstreik „nach englischem Vorbild“ durch, um gegen die Stationierung britischer Atomraketen zu protestieren und lösten ein internationales Medienecho aus. 1960 und 1961 folgten weitere Sitzproteste der IDK an verschiedenen englischen Kasernen im Ruhrgebiet.
Am 13. April 1968, zwei Tage nach dem Attentat auf Rudi Dutschke, forderten Ostermarschierer „Fünf Minuten Verkehrsruhe für Vietnam“ und blockierten zwischen 12 und 12:05 Uhr vielerorts in Frankfurt am Main den Verkehr.
Im Nachgang einer Straßenbahnblockade von Studenten und Schülern, die sich 1966 gegen Preiserhöhung der Kölner Verkehrsbetriebe richtete, kam es zum sogenannten „Laepple-Urteil“ des Bundesgerichtshofs, der 1969 urteilte, dass „mit Gewalt nötigt, wer psychischen Zwang ausübt, indem er auf den Gleiskörper einer Schienenbahn tritt und dadurch den Wagenführer zum Anhalten veranlaßt“ und einen vorangegangenen Freispruch des Landgerichts Wuppertal aufhob. Im Juni 1969 kam es im Zuge der Rote-Punkt-Aktionen gegen Fahrpreiserhöhungen im öffentlichen Nahverkehr in Hannover und 1971 in verschiedenen Städten im Ruhrgebiet zu weiteren Sitzblockaden vor Straßenbahnen und Bussen.
Anfang 1979 wurden Bohrtrupps für Baugrunduntersuchungen für ein von der Deutschen Gesellschaft zur Wiederaufarbeitung von Kernbrennstoffen (DWK) am Standort Gorleben beantragtes atomares Entsorgungszentrum mit einer Wiederaufarbeitungsanlage (WAA) durch Sitzblockaden behindert. 1980 versammelten sich anlässlich der Räumung des Hüttendorfes „Republik Freies Wendland“ auf dem Geländes der Tiefbohrstelle 1004 in der Nähe von Gorleben im Wendland die 2500 anwesenden Besetzer auf dem Dorfplatz eng hockend zu einer Sitzblockade. Zwischen dem 18. und dem 25. Februar 1981 führten gewaltfreie Aktionsgruppen aus dem gesamten Bundesgebiet Blockaden gegen den Bauplatz des Kernkraftwerkes Brokdorf durch.
1982 hat die einwöchige Sitzblockade des Atomwaffenlagers bei Großengstingen auf der Schwäbischen Alb für großes Aufsehen gesorgt. Damals waren in der Eberhard-Finckh-Kaserne die atomaren Kurzstreckenraketen Lance stationiert. Die dazugehörenden Atomsprengköpfe, jeder versehen mit der doppelten Sprengkraft der Hiroshima-Bombe, waren im „Sondermunitionslager Golf“ gelagert, das sich in einem nahen Wald befand. Rund 750 Menschen beteiligten sich an der gewaltfreien Blockade vom 1. bis 8. August 1982. Bereits am 13. Juli 1981 hatten sich 13 Demonstranten aus dem Umfeld der Föderation Gewaltfreier Aktionsgruppen (FöGA) an das Haupttor gekettet und blockierten so die Zufahrtsstraße zur Kaserne für 24 Stunden.
Von 1983 bis 1987 machten dann insbesondere wiederkehrende Sitzblockaden in Mutlangen Schlagzeilen. In dem schwäbischen Ort blockierten damals tausende Menschen gegen die Stationierung von Pershing-II-Raketen auf der Mutlanger Heide in Folge des NATO-Doppelbeschlusses, darunter auch viele Prominente wie die Literatur-Nobelpreisträger Heinrich Böll und Günter Grass, die Grünen-Politiker Petra Kelly und Gert Bastian, die Theologen Helmut Gollwitzer und Norbert Greinacher, die Schauspieler Barbara Rütting und Dietmar Schönherr und der Rhetorik-Professor Walter Jens. Je nach Art des Anlasses oder der Teilnehmer gab es unterschiedliche Blockadearten: „Senioren-“, „Richter-“, „Konzert-“, „Adels-“, „Muttertags-“, „Manöver-“ oder „Ärzteblockaden“.
Einige Beispiele für Sitzblockaden im 21. Jahrhundert sind:
- teilweise mehrtägige Sitzblockaden von X-tausendmal quer und anderen Akteuren der Anti-Atomkraft-Bewegung gegen Atommülltransporte
- Sitz-Blockaden am 2. Februar und 15. März 2003 im Rahmen der Globalen Bewegung gegen den Irakkrieg 2003 an der Rhein-Main Air Base als einen der wichtigsten US-Aufmarsch- und Nachschuborte in der Bundesrepublik für den 2. Irak-Krieg[18]
- mehrtägige Sitzblockaden ausgehend von Globalisierungskritikern gegen den G8-Gipfel in Heiligendamm 2007
- 2010–2012 Sitzblockaden im Rahmen des Protests gegen Stuttgart 21
- 2010–2011 Sitzblockaden gegen rechtsgerichtete Demonstrationen und Aufmärsche in Dresden durch das Bündnis Dresden Nazifrei
- Sitzblockaden von (Braunkohle-)Infrastruktur des Bündnisses Ende Gelände seit 2015